# 慶應義塾大学総合医科学研究センター
慶應義塾大学総合医科学研究センター（けいおうぎじゅくだいがくそうごういかがくけんきゅうせんたー、英: Center for Integrated Medical Research, Keio University）は、慶應義塾大学医学部の附置研究所で、生命科学の高度な研究成果を広く社会に還元することを目的として設置されている。設立以来、幹細胞研究や代謝研究などを中核に教育研究拠点として高度化されており、産学連携プロジェクトや国家プロジェクトも積極的に推進している。
慶應義塾大学信濃町キャンパス（東京都新宿区）の総合医科学研究棟にある。

## 沿革
- 2001年3月 - 慶應義塾大学信濃町キャンパスにて、総合医科学研究棟竣工
- 2001年10月 - 総合医科学研究センター設立
- 2003年4月 - ハイテク・リサーチ・センター整備事業：「再生医学・治療研究開発センタープロジェクト」事業
- 2003年9月 - 21世紀COEプログラム(文部科学省):「幹細胞医学と免疫学の基礎・臨床一体型拠点」事業(2008年3月終了)
- 2007年6月 - グローバルCOEプログラム(文部科学省):「In Vivoヒト代謝システム生物学拠点」事業（2012年3月終了）
- 2008年6月 - グローバルCOEプログラム(文部科学省):「幹細胞医学のための教育研究拠点」事業（2013年3月終了）
- 2008年7月 - ポストドクター・キャリア開発事業：「PhD躍動メディカルサイエンス人材養成」事業（MEBIOSプログラム）（2013年3月終了）
- 2008年7月 - テニュアトラック普及・定着事業（若手研究者の自立的研究環境整備促進）：「「細胞と代謝」の基盤研究を担う若手育成」事業開始（咸臨丸プロジェクト）（2013年3月終了）
- 2012年3月 - 「高細精医療イノベーション拠点（地域資源等を活用した産学連携による国際科学イノベーション拠点整備事業）」整備（2014年3月終了）
- 2013年4月 - 慶應義塾ヘルスケア産業プラットフォーム（K-PHI）設立
- 2013年11月 - COI-T「健康長寿の世界標準を創出するシステム医学・医療拠点（革新的イノベーション創出プログラム）」事業採択

## 歴代所長
- 初代 池田康夫 2001年〜2005年
- 第2代 須田年生 2005年〜2009年
- 第3代 松尾光一 2009年〜

## リサーチパーク
リサーチパークは、総合医科学研究センターにおけるレンタルスペースで、原則3年間を限度として、特定の研究プロジェクトを遂行するために必要となる研究環境を提供する制度である。産学連携プロジェクトや、国家プロジェクト、優秀な若手研究者の独立スペース、基礎と臨床の融合研究チームなどが入れ替わりで入っており、多様な研究チームを受け入れて支援している。

## アクセス
所在地
- 〒160-8582

東京都新宿区信濃町35番地
慶應義塾大学信濃町キャンパス 総合医科学研究棟
アクセス
- 「信濃町駅」（JR総武線）徒歩1分
- 「国立競技場駅」（都営地下鉄大江戸線）徒歩5分